# Rhene lesserti
Rhene lesserti är en spindelart som beskrevs av Berland, Millot 1941. Rhene lesserti ingår i släktet Rhene och familjen hoppspindlar. Inga underarter finns listade i Catalogue of Life.